# لا فانسيل
لا فانسيل (بالفرنسية: La Vancelle)‏ هي بلدية فرنسية تقع في إقليم الراين الأسفل من منطقة ألزاس في شمال شرق فرنسا. تبلغ مساحة هذه المدينة 7.88 (كم²)، وترتفع عن سطح البحر 400 م، يبلغ عدد سكانها 425 نسمة حسب إحصاء المعهد الوطني للإحصاء والدراسات الاقتصادية سنة 2009 م. وترأس Michèle Claver البلدية خلال فترة (2008 - 2014).

## أعلام
- بول أوسارس

## وصلات خارجية
- صفحة البلدية على موقع المعهد الوطني للإحصاء والدراسات الاقتصادية (بالفرنسية)